# خانه ادریسیها
خانهٔ ادریسیها مشهورترین رمان غزاله علیزاده است که جلد اول آن در سال ۱۳۷۰ و جلد دوم یک سال بعد توسط انتشارات تیراژه به چاپ رسید. چاپ دیگر آن نیز توسط انتشارات توس انجام شده و داستان خانواده‌ای اشرافی است که زندگی‌شان با رخ دادن انقلابی در کشورشان دستخوش تغییر می‌شود.
این کتاب در سال ۱۳۷۷، پس از مرگ نویسنده‌اش، در مراسم جایزه ۲۰ سال داستان‌نویسی انقلاب اسلامی لوح افتخار دریافت کرد. انتقاداتی نیز به آن شده است؛ از جمله اصرار نویسنده در آوردن جملات شاعرانه و توصیفات خاص به جای پرداختن خط داستان.

## داستان
ماجرا در عمارت اعیانی ادریسی‌ها می‌گذرد. ساکنان خانه عبارتند از مادربزرگ یا خانم ادریسی، لقا (دختر میانسال او)، وهاب (نوه پسری خانم ادریسی و درس‌خوانده لندن). به گفته وهاب «عادت و اجبار، تن‌آسایی» سبب شده آنها هرگز خانه را ترک نکنند و به جمع دیگران نروند. یاور مستخدم پیر خانواده نیز در خانه زندگی می‌کند.
هم خانه و هم خانواده اشرافزاده ادریسی رو به زوال هستند. در این خانواده زن‌ها همواره تسلیم خودخواهی مردان بوده‌اند. مادربزرگ وقتی خیلی جوان بود به عقد پسرعمویش در آمد در حالی که دلبسته جوانی آشوبگر به نام قباد بود. قباد به کوه می‌زند و برای آزادی و دادخواهی از مردم مبارزه می‌کند. پس از سالها، مبارزات او و یارانش به ثمر می‌رسد، در هر شهری یک آتشخانه مرکزی قدرت را به دست می‌گیرد و بزرگ قهرمان رئیس دولت می‌شود.
با این تغییر در کشور، خانه ادریسی‌ها نیز دستخوش تغییر می‌شود. قهرمان شوکت، نماینده آتشخانه مرکزی، به همراه شانزده نفر دیگر، از جمله قباد، در خانه ادریسی‌ها ساکن می‌شوند و زندگی خانواده ادریسی را از روال عادی خارج می‌کنند. اواخر جلد یک، رکسانا یشویلی، هنرپیشه محبوبِ انقلابی نیز به جمع تازه واردین می‌پیوندد و گویا با برنامه و هدفی خاص به خانه ادریسی‌ها آمده است. 

## شخصیت‌ها

### صاحبان خانه
صاحبان خانه چهار نفر هستند که در کاخ و باغی به دور از هیاهوی شهر زندگی می‌کنند:
- خانم ادریسی: بزرگ خانواده ادریسی، بانویی کهنسال و باوقار.
- وهاب: نوهٔ پسری خانم ادریسی سی سال دارد.
- لقا: دختر میان‌سال خانم ادریسی.
- یاور: خدمتکار پیر خانه.

### تازه‌واردان
تازه‌واردان، به جز کودکان، هفده نفر هستند:
- رشید: کارگر حمال
- ترکان: رختشو
- یوسف پسر کوکب
- گلرخ دختر کوکب
- کوکان: خیاط
- برزو: دانشجوی پزشکی
- پری: پرستار
- رخساره: خدمتکار سابق
- قدیر: نقاش
- کوکب: رختشو
- کاوه: ملوان پیشین
- تیمور: باغبان سابق باغ ملی شهر
- یونس: شاعر و جادوگر
- حدادیان: شهردار حکومت پیشین
- قهرمان قباد
- قهرمان شوکت
- رکسانا یشویلی: هنرپیشهٔ سرشناس تئاتر

### دیگر شخصیت‌ها
- مؤید: نامزد سابق دختر درگذشته خانم ادریسی و عضو آتشخانه مرکزی
- ترکه‌ای و شانه‌پهن: دو نفر آتشکارِ آتشخانه مرکزی
- پنج فرزند خردسال ترکان، پری و کوکب و خواهرزاده خردسال پری
- راخوف، بازجوی آتشخانه مرکزی

## به زبان‌های دیگر
این رمان دستِ کم دو بار به انگلیسی ترجمه شده است.